# Reni en Elisa Krijgsman
Reni en Elisa Krijgsman zijn een Nederlands echtpaar muziekduo dat christelijke muziek maakt. Sinds 1999 treden zij op voor publiek.

## Duo
Reni en Elisa Krijgsman zijn vooral bekend vanwege hun lange betrokkenheid bij de jaarlijkse conferentie 'Opwekking'. Elisa Krijgsman was van 2009 tot 2022 bandleider bij het hoofdprogramma van de Opwekking-pinksterconferentie. Hij produceerde in die periode ook de albums met Opwekkingsliederen. Ook produceerde hij albums van onder meer de artiesten Martin Brand en Matthijn Buwalda en de Ierse singer-songwriter Andrew Feeney. De teksten van hun liedjes zijn zelfgeschreven, maar sommige daarvan zijn ook samenwerkingen met bijvoorbeeld Marcel Zimmer, Elly en Rikkert Zuiderveld en Matthijn Buwalda.
Reni en Elisa treden veelal op in kerken, maar zijn ook  te zien in theaters met hun liederen. De liederen van hun solo-cd's zijn allemaal gericht op de dingen van het leven met als rode draad het onderwerp "relaties". Daarnaast presenteren zij sinds 2006 het kinderprogramma Blalala op Family7. Bla staat voor het bijbelverhaal en Lala voor de liedjes. De derde serie werd uitgezonden vanaf oktober 2021, mede door een inzamelingsactie in december 2020 voor nieuwe kinderprogramma's.
In 2012 ontvingen zij voor het nummer Hou vol een Zilveren Duif Award voor het beste lied. Op 29 juni 2016 trad Elisa samen met zijn jongste dochter Dewi op bij het tv-programma Jij en Ik.

## Elisa Krijgsman als gitarist
Elisa Krijgsman geniet ook bekendheid om zijn gitaarspel. Zo toerde hij als sessiemuzikant met onder andere met Neal Morse en Seraph en speelde hij samen met het Metropole Orkest waar hij als vervanger optreedt. Verder is hij lid van Bigband The Convocation. Bij de Evangelische Omroep speelde hij gitaar in de band van het kinderprogramma Prinsen en Prinsessen.

## Privéleven
Reni en Elisa zijn getrouwd en hebben drie dochters. Voor ieder kind hebben ze bij de geboorte een lied geschreven.

## Discografie

### Albums
- Onvoorwaardelijk (2001)
- Samen (2003)
- Opnieuw (2005)
- Onvoorwaardelijk / Samen (2006; dubbel cd)
- Laat het zien (2007)
- De Vijfde Symfonie (2012)
- Op Visite (2015)
- Immanuel (2017)

### Singles
- Laat mij jouw stem zijn (2016)
- Vertrouwen (2021)
- Hemeltijd (2021)
- Hoe mooi de liefde toch kan zijn (2022)

### Come 2 worship
- I bow down (2004)
- Bij U zijn (2009)